# Abraham Silva Molina
Abraham Silva Molina (Ancud, 4 de febrero de 1868 - Santiago de Chile, 22 de diciembre de 1907), quien también usó la forma Abraham de Silva y Molina, fue un escritor chileno, originario de la ciudad de Ancud en el archipiélago de Chiloé. Sus principales obras trataron sobre genealogía, historia de Chiloé e historia colonial de Chile.

## Biografía
Nació el 4 de febrero de 1868 en Ancud, Provincia de Chiloé, siendo hijo de José Miguel Silva Oresqui y María del Carmen Molina Carvallo. Procedía de una familia de origen colonial del sur de Chile, siendo bisnieto del coronel realista Lucas Ambrosio Molina, quien murió durante el Sitio de Chillán de 1813. Por este origen familiar, y pese a haber nacido más de tres décadas después de la anexión de Chiloé a Chile, se siguió considerando un defensor del sistema colonial durante toda su vida. Sobre esta adhesión, Pedro Pablo Figueroa escribiría:
"Por espíritu de raza, conserva ideas monárquicas, reconociendo al Gobierno colonial como el único legítimo y tradicional"
Cursó sus estudios primarios en Ancud, pero se desconoce si siguió estudios superiores. Destacó por sus obras sobre genealogía e historia colonial, iniciándose como escritor en la Revista Literaria de Valparaíso con una biografía del escritor peruano Enrique Torres Saldamando. Posteriormente incursionaría en la poesía y la composición musical. Junto a su labor como escritor, colaboró en los diarios El Constitucional y La Libertad Electoral.

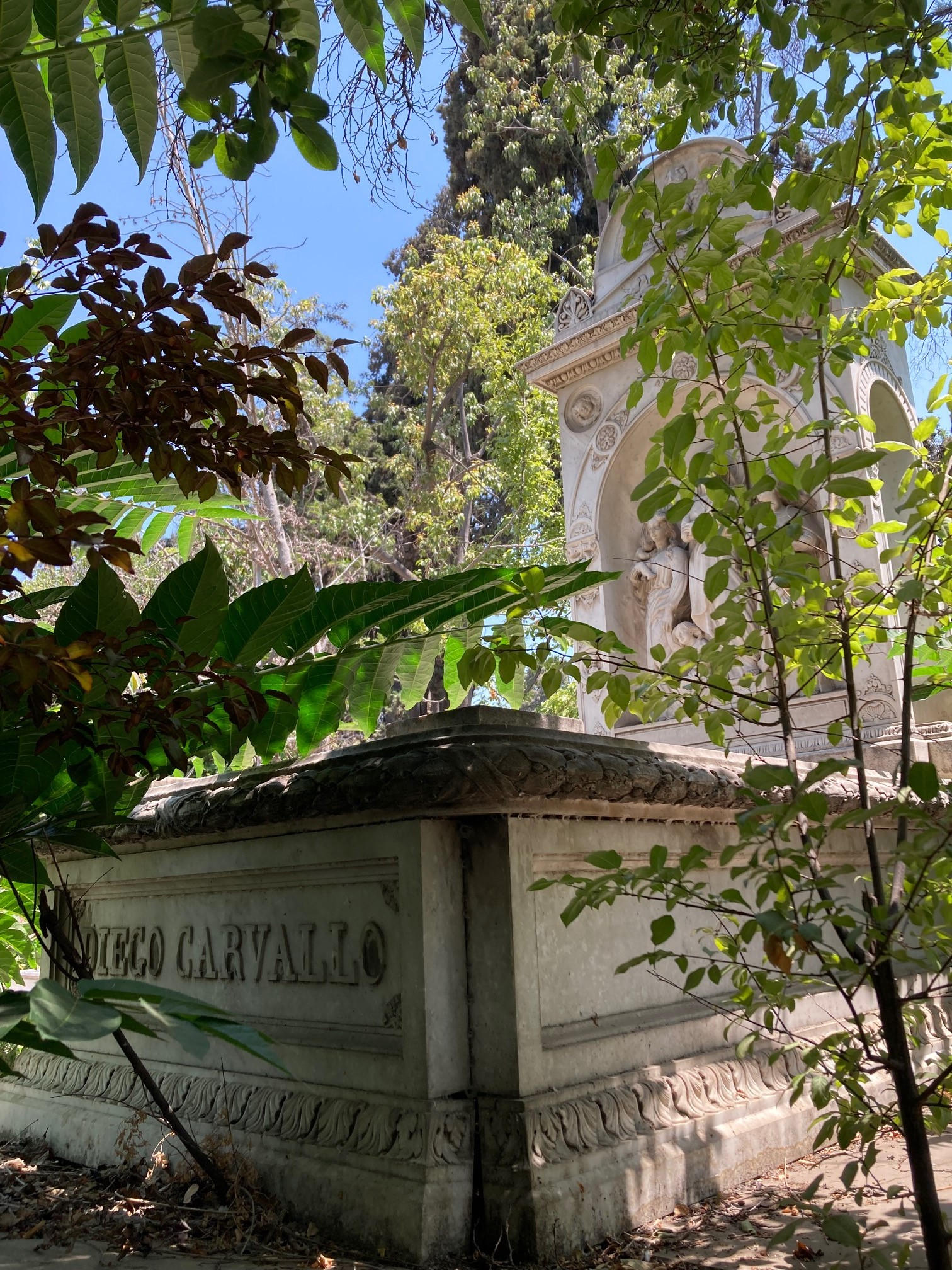
Mausoleo familiar de Diego Carvallo Matta en el Cementerio General de Santiago, lugar donde descansan los restos de Abraham Silva Molina.

En 1897 publica su trabajo "Observación histórica sobre el gobernador de Valparaíso don Miguel Antonio Gómez de Sylva" y en 1903 "Oidores de la Real Audiencia de  Santiago de Chile durante el siglo XVII", los que junto a sus cuentos "El retrato del rey: tradición" (1894) y "Senosiaín" (1895) resultan ser sus principales trabajo publicados y con cierta divulgación durante su vida. Sin embargo, junto a dichas obras, el Archivo Nacional de Chile conserva quince volúmenes de documentos inéditos de su autoría, que tratan temas como genealogía chilena, instituciones hispánicas, historia colonial e historia regional. Entre estos documentos destaca principalmente su trabajo inconcluso "Historia de la provincia de Chiloé bajo la dominación española", uno de los primeros intentos de bosquejar una Historia de Chiloé, y que se ha convertido en una popular referencia entre historiadores regionales desde las primeras décadas del siglo XX.
Falleció el 22 de diciembre de 1907 a la edad de 39 años producto de un tumor, siendo sepultado en el Cementerio General de Santiago.

## Obras

### Cuentos cortos
- El Retrato del Rey: tradición (1894)[4]
- Senosiain (1895)

### Libros
- Observación histórica sobre el gobernador de Valparaíso don Miguel Antonio Gómez de Sylva (1897)
- Oidores de la Real Audiencia de  Santiago de Chile durante el siglo XVII (1903)[5]

### Obras inéditas
- Don Lucas Ambrosio de Molina
- El ilustrísimo doctor Obispo don Manuel Antonio Gómez de Silva
- Crónica de los gobernadores de Chiloé
- Historia de la provincia de Chiloé bajo la dominación española (1899)
- Historia de Valdivia
- Legendario de la familia Gómez de Silva de Santiago de Chile
- Familias chilenas

### Poesía
- Soneto a España (1898), publicado en el Diario El Chileno.
- Nobleza y lealtad de la ciudad de Castro (1899)
- La Montaña de Vargas (1903)